# Steen Langstrup
 Der er for få eller ingen kildehenvisninger i denne artikel, hvilket er et problem. Du kan hjælpe ved at angive troværdige kilder til de påstande, som fremføres i artiklen.

Steen Langstrup (født 1968 i Nordsjælland) er en dansk forfatter, tegneserietegner og forlægger, som ejer forlaget 2 Feet. Han slog igennem som horror-forfatter, men har siden bredt sig til en række genrer indenfor spændingslitteratur og har bl.a. skrevet to anmelderroste krimier[kilde mangler] fra besættelsestiden: Stikker (2003) og Panzer (2006).
Langstrup stod i spidsen for kollektivromanen "I skyggen af Sadd", som Det Danske Kriminalakademi belønnede med et diplom ved Krimimessen 2006 for 'et godt projekt'. De øvrige forfattere var Sara Blædel, Gretelise Holm og Lars Kjædegaard.
Til Krimimessen i 2007 udkom endnu en kollektivroman, denne gang skrevet af amatører: I skyggen af Horsens, og det var igen Steen Langstrup, der styrede projektet.
I foråret 2008 udgav Langstrup bogen "Hjælp, jeg vil skrive en bestseller" og i 2009 bidrog han med novellen Metro til antologien "Poe – 4 makabre hyldester" i forbindelse med krimimessen i Horsens. 
I 2010 stod han bag udgivelsen af antologien "Skygger : to århundreders danske gys", som indeholdt ældre og nyere gysernoveller fra midten af 1800-tallet og frem til nutiden, af kendte og mindre kendte danske forfattere. 

### Skønlitteratur
- Kat (1995)

- Blodets nætter (1995)

- Pyromania (1996)

- Forvandling (1997)

- Dope (1998)
- Huset (1998)

- Fluernes hvisken (1999)

- 9 før døden (2001) (noveller)

- Fra ryggen (2002)

- Stikker (2003)

- Måne måne (2004)

- I skyggen af Sadd (2005) (kollektivroman)

- Panzer (2006)

- Metro (novelle i antologien "Poe – 4 makabre hyldester") (2009)

- Plantagen 1 (2010)

- Plantagen 2 (2010)

- Plantagen 3 (2011)

- Alt det hun ville ønske hun ikke forstod (2011)
- Katrine (2014)
- Amerikansk olie (2014) (noveller)

### Faglitteratur
Hjælp, jeg vil skrive en bestseller (2008) 
Spøgelserne på Frilandsmuseet (2013) 

### Tegneserier
- Victor og Louise" tegneserie (1999)

- 10 år med Victor tegneserie (2004)